# Муньешьяка, Альфонс
Альфонс Муньешьяка (руанда Alphonse Munyeshyaka; род. 3 ноября 1974) — руандийский легкоатлет, выступавший в беге на средние и длинные дистанции, марафонском беге и кроссе. Участник летних Олимпийских игр 1992 года.

## Биография
Альфонс Муньешьяка родился 3 ноября 1974 года.
В 1992 году вошёл в состав сборной Руанды на летних Олимпийских играх в Барселоне. В беге на 1500 метров занял в четвертьфинале последнее, 13-е место, показав результат 3 минуты 58,75 секунды и уступив 19,83 секунды попавшему в полуфинал с 6-го места Хауке Фульбрюгге из Германии.
Дважды участвовал в чемпионате мира по кроссу. В 1997 году в Турине занял 171-е место, в 1998 году в Марракеше — 113-е место в личном зачёте и 24-е в командном в составе сборной Руанды.
В 1998 году участвовал в чемпионате мира по полумарафону в Палермо. Занял 63-е место с результатом 1 час 6 минут 21 секунда, уступив 4 минуты 31 секунды завоевавшему золото Полу Тергату из Кении.
В 2001 году выступал в марафоне на Франкофонских играх в Оттаве, но сошёл с дистанции.

## Личный рекорд
- Бег на 1500 метров — 3.58,75 (3 августа 1992, Барселона)[6]